# Xã Florida, Quận Parke, Indiana
Xã Florida (tiếng Anh: Florida Township) là một xã thuộc quận Parke, tiểu bang Indiana, Hoa Kỳ. Năm 2010, dân số của xã này là 2.378 người.